# Христо Стойчев
Христо Стойчев Йончевски е деец на Българското възраждане в Македония, борец за българска просвета и независима българска църква.

## Биография
Роден е около 1840 година в битолското село Кърстоар. Завършва първи прогимназиален клас в гръцко училище в Битоля. Христо Стойчев е един от водачите в църковната и просветна борбата на родното си село, в което се открива българско училище през 1884 година. През 1886 година е ръкоположен за свещеник. В енорията му освен Кърстоар влизат и селата Бистрица и Кравари. Става един от инициаторите за изграждане на църква в Кърстоар, като подарява и собствено място. Подпомага училището в селото. Синът му, Георги Попхристов, си спомня:
| „ | Баща ми беше голям патриот, обичаше много науката. Умееше да води разговор със селяните. Беше си създал авторитет и упражняваше силно влияние не само върху своите съселяни, но и върху тия от съседните села, които бяха все гъркомански. | “ |

Умира през 1896 или 1897 година.